# Teudis buelowae
Teudis buelowae är en spindelart som först beskrevs av Cândido Firmino de Mello-Leitão 1946. 
Teudis buelowae ingår i släktet Teudis och familjen spökspindlar. Artens utbredningsområde är Paraguay. Inga underarter finns listade i Catalogue of Life.